# ク・ジュンヨプ
ク・ジュンヨプ (구준엽、具俊曄、Koo Jun-yup、1969年9月11日 - ) は韓国の歌手、音楽プロデューサー、及びDJである、韓国のアイドルグループ『CLON 』のメンバー。父は具明會、姉は具恩英、妻は台湾の女優の徐熙媛。

## プロフィール
- 身長 - 178cm
- 体重 - 68kg
- 血液型 - A型
- 言語 - 韓國語・英語・中国語・台湾語
- 学歴 - 慶南大学校

## 音楽作品

### ソロ・アルバム
1. 『KooJunYup』（2003年）
2. 『I’m DJ KOO』（2008年）

### ユニット・アルバム
CLON
1. 『Are You Ready?』（1996年）
2. 『One More Time』（1997年）
3. 『Funky Together』（1999年）
4. 『New World』（2000年）
5. 『The Best of Clon』（2002年）
6. 『Victory』（2005年）
7. 『We Are』（2017年）